# Dananshan
Dananshan (kinesiska: 大南山) är ett stadsdelsdistrikt i sydöstra Kina. Det ligger i Puning i staden Jieyang i provinsen Guangdong, omkring 300 kilometer öster om provinshuvudstaden Guangzhou. Antalet invånare är 35 343. Befolkningen består av 17 553 kvinnor och 17 790 män. Barn under 15 år utgör 25,0 %, vuxna 15-64 år 68 %, och äldre över 65 år 5,0 %.